# Балка Михайлівка
Балка Михайлівка — балка (річка) в Україні у Шахтарському районі Донецької області. Ліва притока річки Кленової (басейн Азовського моря).

## Опис
Довжина балки приблизно 13,61 км, найкоротша відстань між витоком і гирлом — 10,98  км, коефіцієнт звивистості річки — 1,24 . Формується багатьма балками та загатами.

## Розташування
Бере початок на південно-західній стороні від села Відродження. Тече переважно на південний захід через населені пункти Орлово-Іванівку, Степне, Михайлівку, Буруцького і на північно-західній околиці міста Шахтарськ впадає у річку Кленову, праву притоку річки Вільхової.

## Цікаві факти
- У XX столітті на балці існували молочно-тована ферма (МТФ), газові свердловини, діюча вугільна шахта та багато териконів[1].